# Paul Kersten (Schriftsteller)
Paul Kersten (* 23. Juni 1943 in Brakel; † 15. Mai 2020) war ein deutscher Schriftsteller und Rundfunkredakteur.

## Leben
Nach seinem Abitur im Jahr 1963 studierte Paul Kersten in Hamburg Germanistik, Linguistik und Philosophie und promovierte 1970 über das Thema Die Metaphorik in der Lyrik von Nelly Sachs. Von 1970 bis 1972 hatte er an der dortigen Universität einen Lehrauftrag für Neuere deutsche Literatur, ab 1973 war er Redakteur beim Norddeutschen Rundfunk. Er war Moderator beim Kulturjournal des NDR-Fernsehens und betreute das Literaturmagazin Bücherjournal. Er erstellte zusammen mit Peter Rühmkorf 1975 den Fernsehbeitrag Der Mann ohne Ufer. Hans Henny Jahnn; ferner für die ARD 1976 Ich sage ich. Literatur zwischen Engagement und Innerlichkeit. Für sein ARD-Feature Die Traurigkeit, die töten kann erhielt er 1982 den Film- und Fernsehpreis des Deutschen Ärzteverbandes. 1996 wurde ihm der Preis der Stadt München „LiteraVision“ verliehen. Ab 1988 war er Mitglied der Freien Akademie der Künste in Hamburg und ab 1991 Mitglied des PEN-Zentrums Deutschland.
Kersten lebte in Hamburg. Er starb im Mai 2020 im Alter von 76 Jahren.

## Literarisches Schaffen
Ein wichtiges Werk Kerstens ist der 1982 erschienene und 2007 neu aufgelegte Prosaband Die toten Schwestern. 12 Kapitel aus der Kindheit, in dem die Kindheitserlebnisse des Erzählers während der Nachkriegszeit in einer norddeutschen Kleinstadt geschildert und die kleinbürgerliche Enge und Verbohrtheit der Erwachsenen durch deren Sprüche und Handlungsweisen aufgedeckt werden. „Erkennbar werden Erziehungsstile, die trotz oder gerade wegen ihrer grotesken Eigentümlichkeiten für unsere Epoche typisch zu sein scheinen“, schrieb Der Spiegel, und die Schriftstellerin Eva Zeller urteilte: „Diese 12 Kapitel sind so nachhaltig, daß noch oder gerade die erschreckendsten Gestalten nicht blutleer und gespenstisch sind, sondern menschlich und sehr erschütternd.“
Bereits Kerstens Prosadebüt, die autobiografische Erzählung Der alltägliche Tod meines Vaters (1978), wurde vielfach beachtet. Hier setzte sich der Autor mit seinem Verhältnis zum Vater und seinem eigenen Verhalten während dessen furchtbaren achtmonatigen Siechtums auseinander; er denkt an die verpassten Möglichkeiten der Gespräche und äußert seine Rechtfertigungen und Schuldgefühle, wobei ihn zunehmend Furcht vor dem eigenen Sterben erfüllt. „Kersten beschreibt das mit einer mitunter masochistisch anmutenden Exaktheit gerade dann, wenn es um üblicherweise uneingestandene Gefühlsreaktionen geht, um Gleichgültigkeit, Scham, Abscheu dort, wo die Konvention anderes verlangt. Die Kälte der Deskription läßt jedoch gezielt Betroffenheit durchscheinen – eine Betroffenheit allerdings, die in erster Linie dem Erzähler gilt.“ Auch das „Neue Handbuch der deutschsprachigen Gegenwartsliteratur seit 1945“ kritisiert: „Der Vorwurf des Kokettierens mit der eigenen Krise ist nicht unberechtigt.“
In Kerstens Lyrik ist der Tod ebenfalls ein zentrales Thema. Der Autor griff immer wieder variierend Motive unter der Perspektive der Vergänglichkeit auf und machte auf die kleinen Signale alltäglichen Sterbens aufmerksam. Was das Älterwerden ausmache, sind zum Beispiel die Anhäufungen von steten Abschieden und ein ständiger Abbau, der Angst bereite. Über die Gedichte des Lyrikbandes Die Verwechslung der Jahreszeiten, in dem Alltagseindrücke und -begebenheiten beschrieben werden, urteilte das KLG, es seien „Momentaufnahmen, genau im Detail und atmosphärisch dicht, mitunter symbolhaft verdichtet, meist auf eine unausgesprochene, trotzdem manchmal überdeutliche Pointe hin gearbeitet.“

## Zitat
- „Über Severins Laden stand nicht „Schlachterei“ wie bei Kellermann. Bei Severin stand in großen goldenen Buchstaben ‚Fleischermeister‘ über dem Eingang, und im Schaufenster hing ein eingerahmtes Diplomzeugnis. Severin hatte auch als erster Schlachter in der Stadt eine moderne Kühlanlage im Schaufenster, weiß-blaue Kacheln an den Wänden und rötliche Neonbeleuchtung in der Ladentheke. Das Fleisch bei Severin sah immer ganz dunkelrot und lila aus. Mit Licht und Firlefanz, sagte Kellermann, werde Severins Wurst auch nicht besser.“[7]

## Werke
- So viele Wunden in der Luft. Gedichte. Lyrikedition 2000, München 2000. ISBN 3-935284-10-1
- Die Helligkeit der Träume. Roman. Hoffmann und Campe, Hamburg 1992. ISBN 3-455-03729-1
- Abschied von einer Tochter. Roman. Hoffmann und Campe, Hamburg 1990. ISBN 3-455-03727-5
- Briefe eines Menschenfressers. Roman. Kiepenheuer und Witsch, Köln. ISBN 3-462-01813-2
- Die Verwechslung der Jahreszeiten. Gedichte. Porcus-Presse, Hamburg 1983
- Die toten Schwestern. 12 Kapitel aus der Kindheit. Kiepenheuer und Witsch, Köln 1982, ISBN 3-462-01499-4, Neuauflage: Lilienfeld Verlag, Düsseldorf 2007, ISBN 978-3-940357-00-7
- Der Riese. Erzählung. Porcus-Presse, Hamburg 1981
- Die Blume ist ängstlich. Gedichte für ein Kind. Porcus-Presse, Hamburg 1980
- Absprung. Roman. Kiepenheuer und Witsch, Köln 1979. ISBN 3-462-01350-5
- Der alltägliche Tod meines Vaters. Erzählung. Kiepenheuer und Witsch, Köln 1978. ISBN 3-462-01268-1

→ Schwedische Übersetzung: Stockholm 1979. ISBN 91-7458-226-7
→ Ungarische Übersetzung: Budapest 1981. ISBN 963-271-425-3